# Gerhard W. Lehmann & Co. Motorfahrzeugbau
La Gerhard W. Lehmann & Co. Motorfahrzeugbau fu un costruttore tedesco di automobili e motociclette.

## Storia
La fabbrica ebbe sede a Steindamm 28 a Amburgo. Nel 1922 iniziò la produzione di automobili e motociclette. La marca fu MFB. Nel 1923 la produzione finì.

## Veicoli
Nessun veicolo fabbricato è giunto a noi. Fonti fotografiche mostrano una motocicletta a due posti, non tipica per il periodo. La fabbrica produsse anche una utilitaria.